# Pallavolo Parma
La Pallavolo Parma è stata una delle più antiche e titolate società pallavolistiche maschili italiane. Fu fondata a Parma nel 1946 per iniziativa del Dopolavoro Ferroviario e degli studenti del liceo classico Romagnosi, che assieme ad alcuni studenti dell'orfanotrofio di Parma vinsero il primo scudetto. Dopo una storia ricca di successi è oggi scomparsa dal panorama professionistico della pallavolo italiana.

## Storia

### La Ferrovieri e il CUS
Nato nel 1946 per iniziativa del professore livornese e futuro allenatore della nazionale italiana, Renzo Del Chicca, il sodalizio dei Ferrovieri Parma partecipò al suo primo campionato di Serie A nell'edizione 1949, qualificandosi per il girone finale e sfiorando la vittoria dello Scudetto, vinto dalla Robur Ravenna. Nei due anni successivi si laureò campione d'Italia (1950 e 1951); prese poi parte, a partire dal 1952, ai primi campionati a girone unico.
Nel 1954 i Ferrovieri furono assorbiti dal CUS Parma. A un decennio di campionati di buon livello seguì la retrocessione della stagione 1963-64, poi evitata per la rinuncia dell'Avia Pervia Modena.

### Gli anni Salvarani e Veico
Negli anni successivi, grazie al supporto del Gruppo Sportivo Salvarani che già sponsorizzava squadre di calcio e ciclismo, il club biancazzurro tornò competitivo. Staccatosi dal CUS, nel campionato 1967-68 perse lo spareggio per l'assegnazione del titolo, a Faenza, contro la Ruini di Firenze. L'anno successivo (1968-69) un altro spareggio, giocato a Pisa e vinto contro la Virtus Bologna, riportò lo Scudetto a Parma dopo diciotto anni.
Negli anni 1970 i ducali ridimensionarono gradualmente le loro ambizioni, riaffiliandosi al CUS nel biennio 1971-73 e perfino trasferendosi temporaneamente, per il campionato 1973-74, a Piacenza. Nella stagione 1978-79 la squadra retrocesse in Serie A2, per venire poi ripescata in seguito alla rinuncia di Cesenatico.
La vera stagione che portò al rilancio dei colori ducali fu quella 1979-80, quando la squadra, partita per non retrocedere, si trovò a conquistare un inaspettato terzo posto finale a pari merito con la Panini di Modena. Quel risultato consentì anche a due dei suoi atleti più promettenti, il palleggiatore Giulio Belletti e il centrale Antonio Bonini, di venire convocati in nazionale per disputare il torneo olimpico di Mosca 1980.

### Il grande Parma targato Santàl e Maxicono

Kim Ho-chul, protagonista nell'ascesa del Santàl Parma ai massimi livelli, qui nella stagione 1981-82.

A partire dalla stagione 1980-81 la squadra entrò nell'orbita dell'azienda alimentare Parmalat, che la sponsorizzò con il marchio Santàl e fece adottare divise biancoverdi. Il sodalizio potenziò le risorse della società, rinominata semplicemente Parma Volley Ball, che vinse lo Scudetto nelle stagioni 1981-82 e 1982-83 e si laureò campione d'Europa nel 1983-84 e 1984-85, incamerando anche tre Coppe Italia.
Alla Parmalat, orientatasi a entrare nel mondo della pallavolo femminile con il Matera, subentrò nel 1987 un'altra azienda del settore, la Motta, attraverso il marchio Maxicono. Molto importante e curato fu anche il settore giovanile: in particolare la squadra di Under-18 vinse per quattro anni consecutivi, tra il 1984 e il 1987, lo Scudetto di categoria, e nella stagione 1986-87 trionfò inoltre nel campionato di Serie C1 con promozione nell'allora Serie B unificata; allenatore di quella squadra era Gian Paolo Montali.

Un'esultanza di Bengt Gustafsson e Andrea Giani, tra i protagonisti dell'epoca d'oro del Maxicono Parma, qui nella stagione 1987-88.

Il club continuò il suo favorevole cammino e rimase ai vertici anche quando ricchi gruppi imprenditoriali, all'inizio del decennio seguente, investirono pesantemente nel volley, come la Ferruzzi nel Porto Ravenna o la Fininvest nel Gonzaga Milano. Parma vinse in questo periodo tre Scudetti (1989-90, 1991-92, 1992-93), tre Coppe delle Coppe, due Supercoppe europee consecutive tra il 1988 e il 1990, e altre due Coppe Italia.
Ulteriormente, in questi anni la società parmigiana lanciò giocatori che andarono a costituire l'ossatura della nazionale di Julio Velasco e contribuirono a creare il mito della cosiddetta generazione di fenomeni: tra i più rappresentativi ci furono Andrea Zorzi, Marco Bracci, Pasquale Gravina e Andrea Giani.

### Il declino
L'abbandono della Motta, nel 1994, portò a un dissesto nelle finanze del club, costretto due anni dopo a cedere il diritto di partecipazione alla Serie A1 alla Roma: per la prima volta da quarantasette anni a quella parte, il massimo campionato non vedeva al via rappresentanti della città ducale. Parma ripartì comunque e immediatamente dall'A2 sotto la denominazione di Sky Volley. Nel campionato 1998-99, sponsorizzata da Cariparma, la squadra ottenne la promozione in Serie A1; l'esperienza durò tre anni, peraltro con il ritorno dello storico main sponsor Maxicono, ma stavolta non portò risultati di prestigio.
Dopo la stagione 2001-02 il club rinunciò all'iscrizione al campionato successivo, per poi sparire dal panorama sportivo italiano.

## Palmarès

Il Parma vincitore di scudetto e Coppa Italia nella stagione 1982-83.

La festa negli spogliatoi del PalaRaschi per l'ottavo e ultimo scudetto della storia parmigiana, al termine del campionato 1992-93.

### Competizioni nazionali
- Campionato italiano: 8

1950, 1951, 1968-69, 1981-82, 1982-83, 1989-90, 1991-92, 1992-93
- Coppa Italia: 5

1981-82, 1982-83, 1986-87, 1989-90, 1991-92

### Competizioni internazionali
- Champions League: 2

1983-84, 1984-85
- Coppa delle Coppe: 3

1987-88, 1988-89, 1989-90
- Coppa CEV: 2

1991-92, 1994-95
- Supercoppa europea: 2

1989, 1990
- Campionato mondiale per club: 1

1989